# ورقة 100 ين
ورقة 100 ين (百円紙幣) كانت ورقة ين ياباني أصدرت في الفترة من 1885 إلى 1974، اصدرت ثمانية سلاسل مختلفة على مدى ما يقرب من قرن من الزمان قبل أن تستبدل بعملة 100 ين. لا تزال سلسلتان من الورقة فقط قانونية وكلاهما أصدرا بعد الحرب العالمية الثانية. مثل الأوراق النقدية اليابانية القديمة الأخرى تبلغ قيمة الورقة عند هواة الجمع أكثر من قيمتها الاسمية.

## السلسلة
أصدرت ورقة 100 ين في عام 1885 وأطلق عليها أوراق Daikoku بسبب تصميم الوجه. ومن المعروف وجود 27 ورقة فقط من هذه الأوراق النقدية اليوم بسبب الكمية الصغيرة التي أصدرت في البداية، سحبت أوراق هذه السلسلة في 31 مارس 1939. أصدرت أوراق الإصدار الثاني في 15 نوفمبر 1891. على وجه ورقة الإصدار الثاني Fujiwara no Kamatari على الوجه وعلى الظهر تصميم مشابه للتصميم السابق. لسبب أو لآخرأصدرت هذه الأوراق أيضًا بكمية صغيرة سحبت أوراق الإصدار الثاني في عام 1939.
أصدرت أوراق الإصدار الثالث في 25 ديسمبر 1900 وأطلق عليها أوراق الظهر الأرجواني. سحبت هذه الورقة النقدية من التداول في عام 1939. بدأ الإصدار الرابع في 1 يناير 1930 وله تصميم مشابه لأوراق الإصدار الثالث مع صورة شوتوكو تايشي وهوريو-جي على الوجه، سحبت هذه الأوراق في 2 مارس 1946. أصدرت أوراق الإصدار الخامس بدءًا من عام 1944 حتى عام 1946 بتصميم مماثل للإصدار السابق. أصدرت أوراق الإصدار السادس من عام 1945 إلى عام 1946 وهي الأخيرة قبل تغيير نظام العملة. في نهاية المطاف أقر قانون في 2 مارس 1946 الذي يلغي أي أوراق نقدية أصدرت قبل ذلك التاريخ. أتيح استبدال الأوراق السابقة في 17 فبراير بالأوراق السلسلة A الحديثة.
أصدرت أوراق السلسلة A والسلسلة B بعد تغيير نظام العملة. أصدرت أوراق السلسلة A في 1 مارس 1946 وسحبت من التداول في 5 يونيو 1956، أصدرت أوراق السلسلة B بميزات أمنية جديدة للحد من تزوير الورقة أصدرت أوراق السلسلة B في 1 ديسمبر 1953 لذا سحبت أوراق السلسلة A. بدأ سك عملة 100 ين في عام 1957 استمر تداول العملات النقدية والمعدنية معًا حتى تصويت مجلس الوزراء الياباني على إلغاء الورقة النقدية في 26 أغسطس 1966. وسحبت الأوراق في 1 أغسطس 1974 وظلت أوراق السلسلتين قانونية.

## المعرض

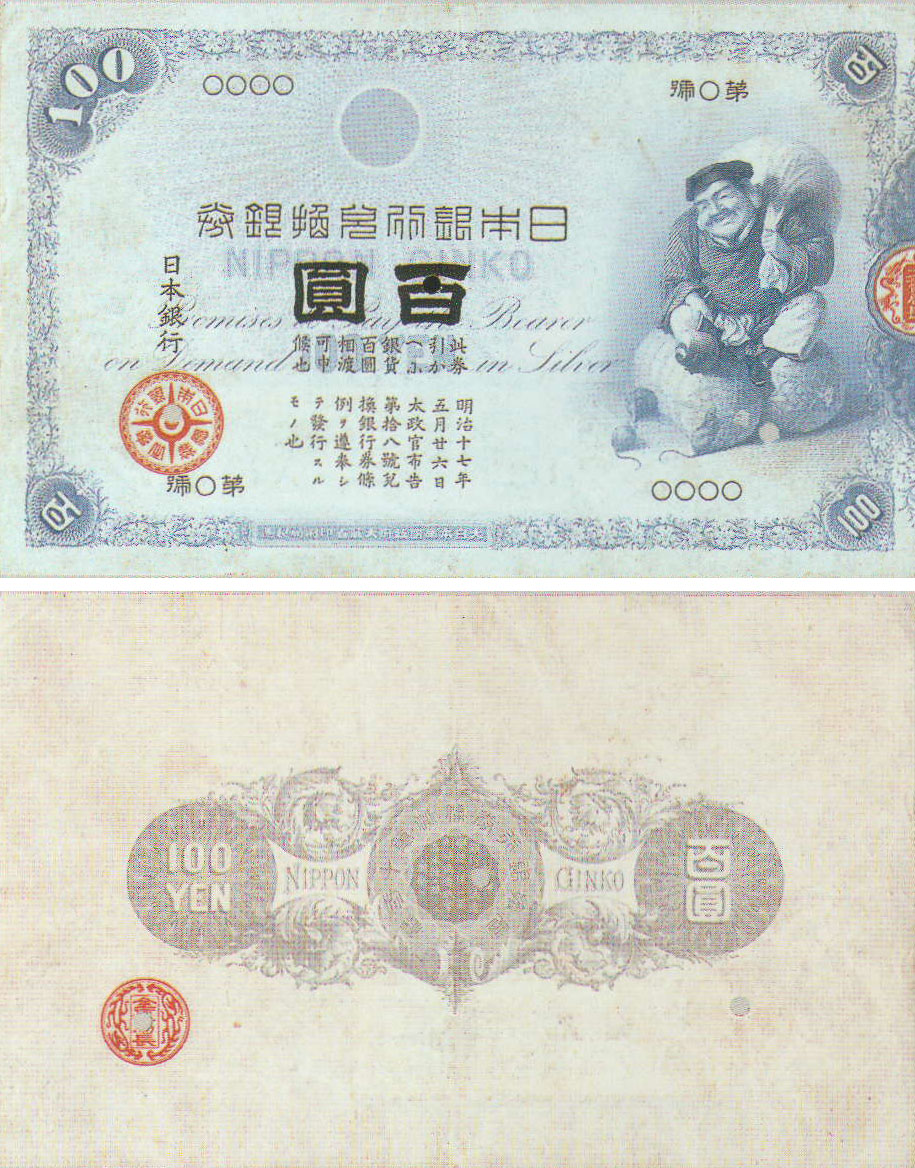
ورقة مذكرة دايكوكو الصادرة في عام 1885.
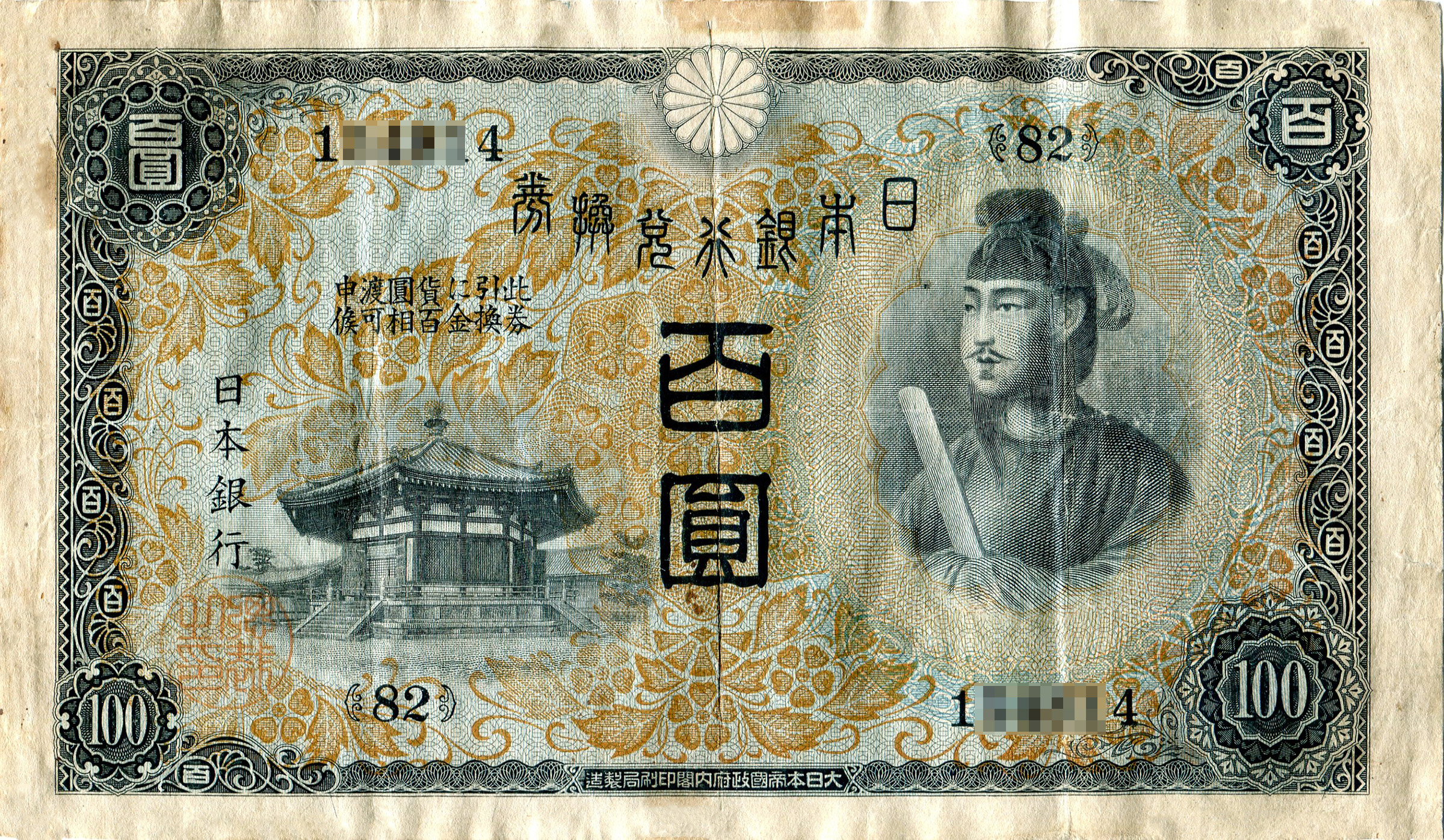
وجه ورقة 100 ين الإصدار الرابع وعليها صورة شوتوكو تايشي
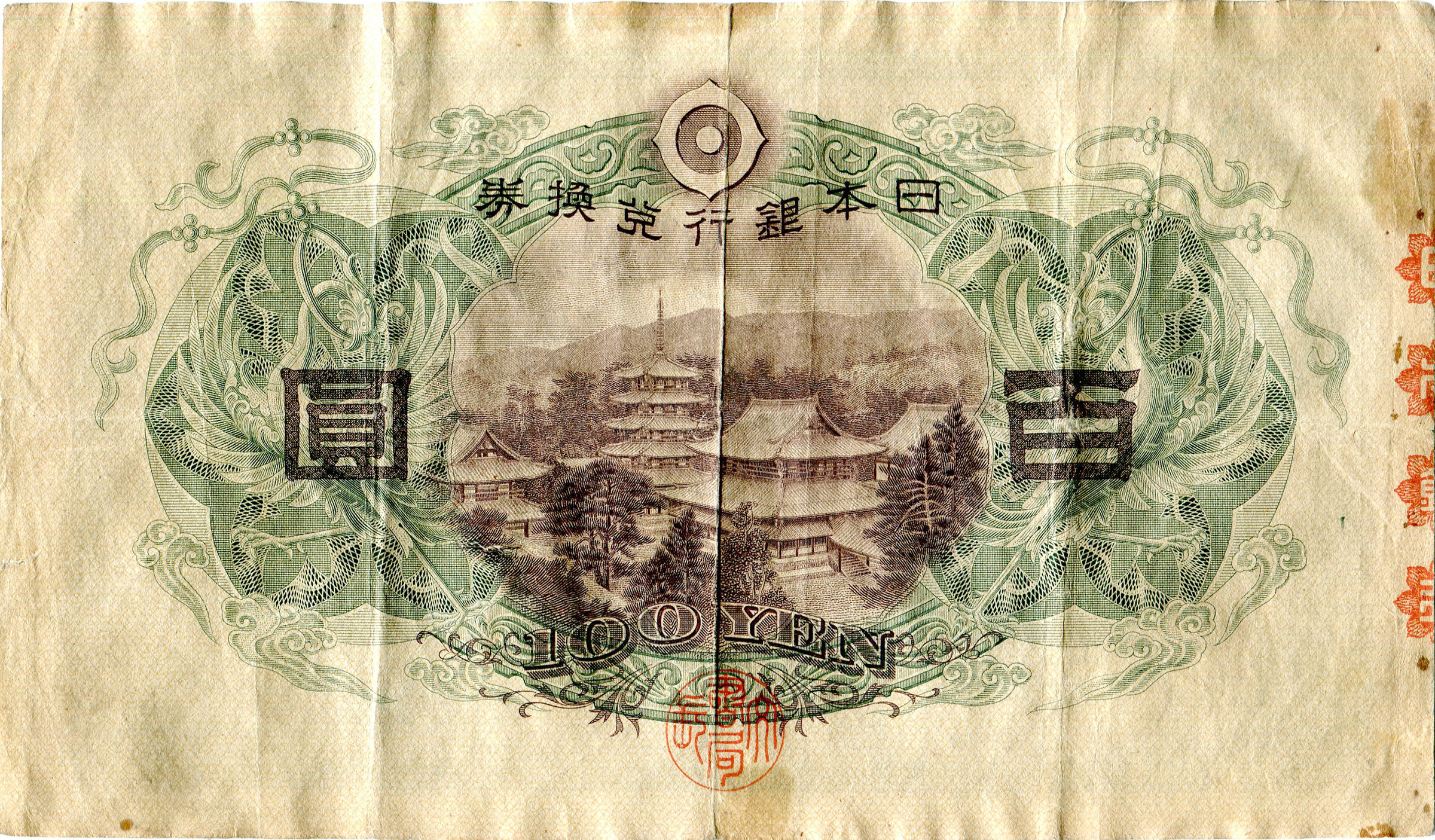
ظهر ورقة 100 ين الإصدار الرابع
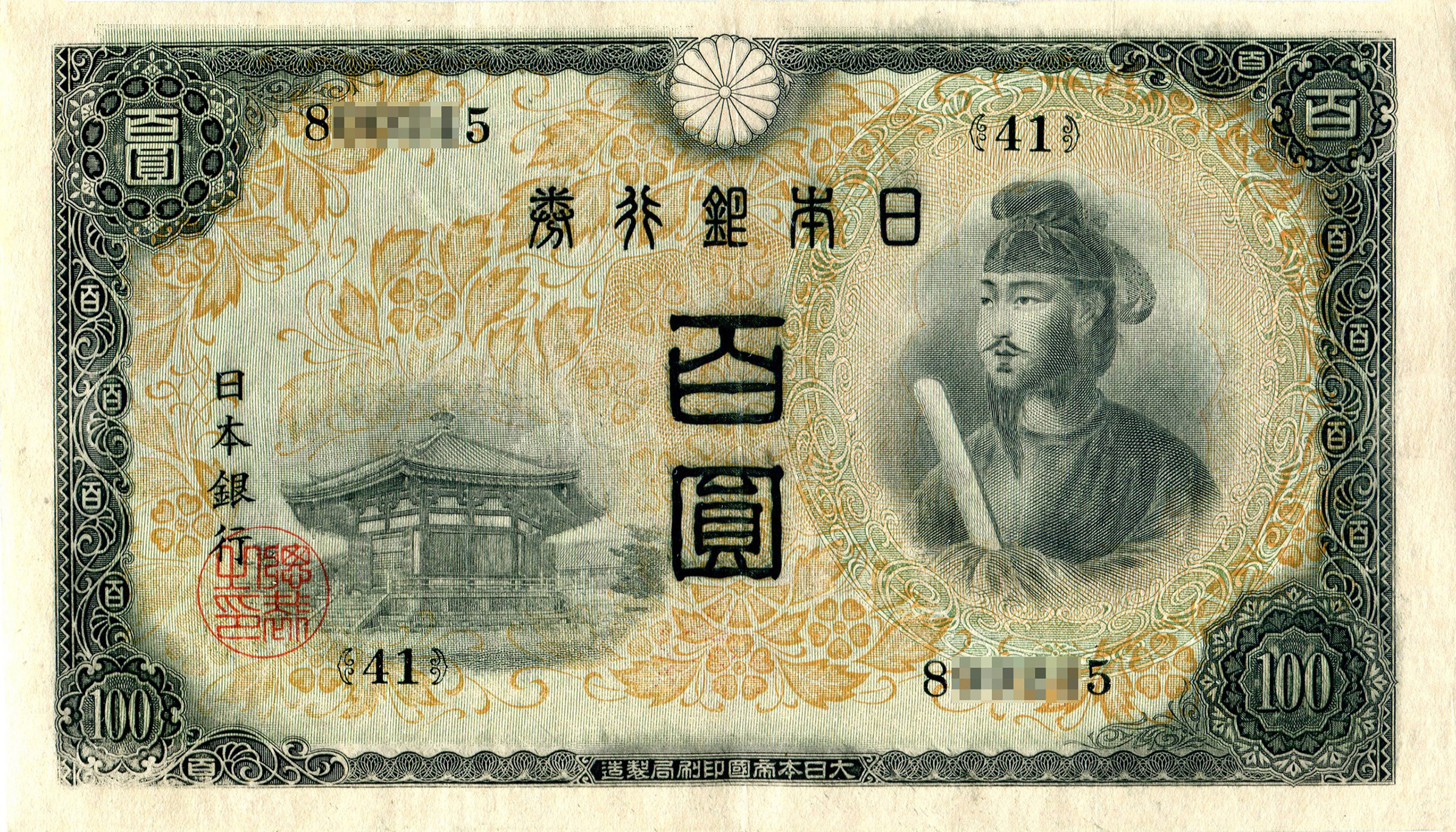
وجه ورقة 100 ين الإصدار الخامس
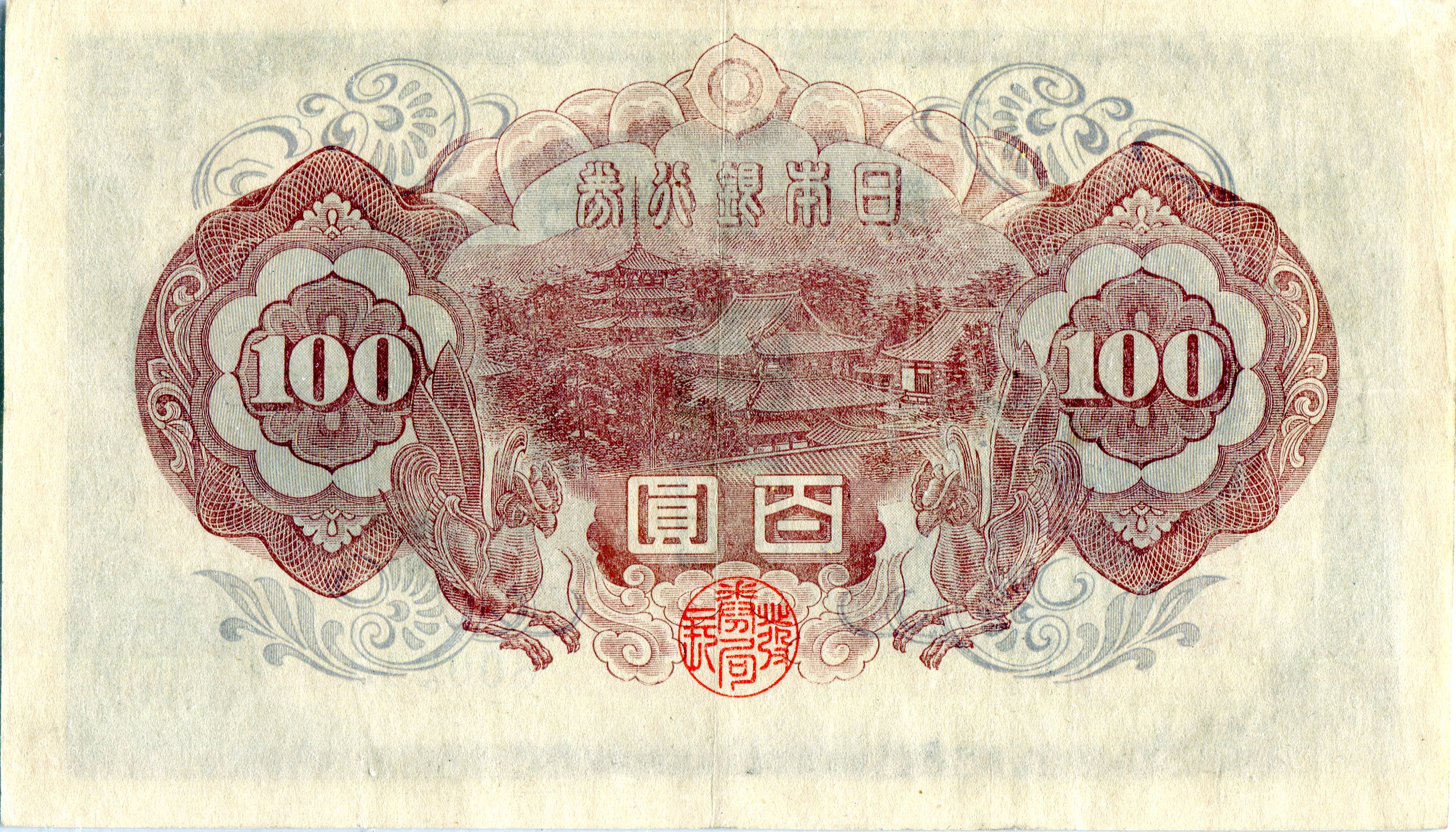
ظهر ورقة 100 ين الإصدار الخامس
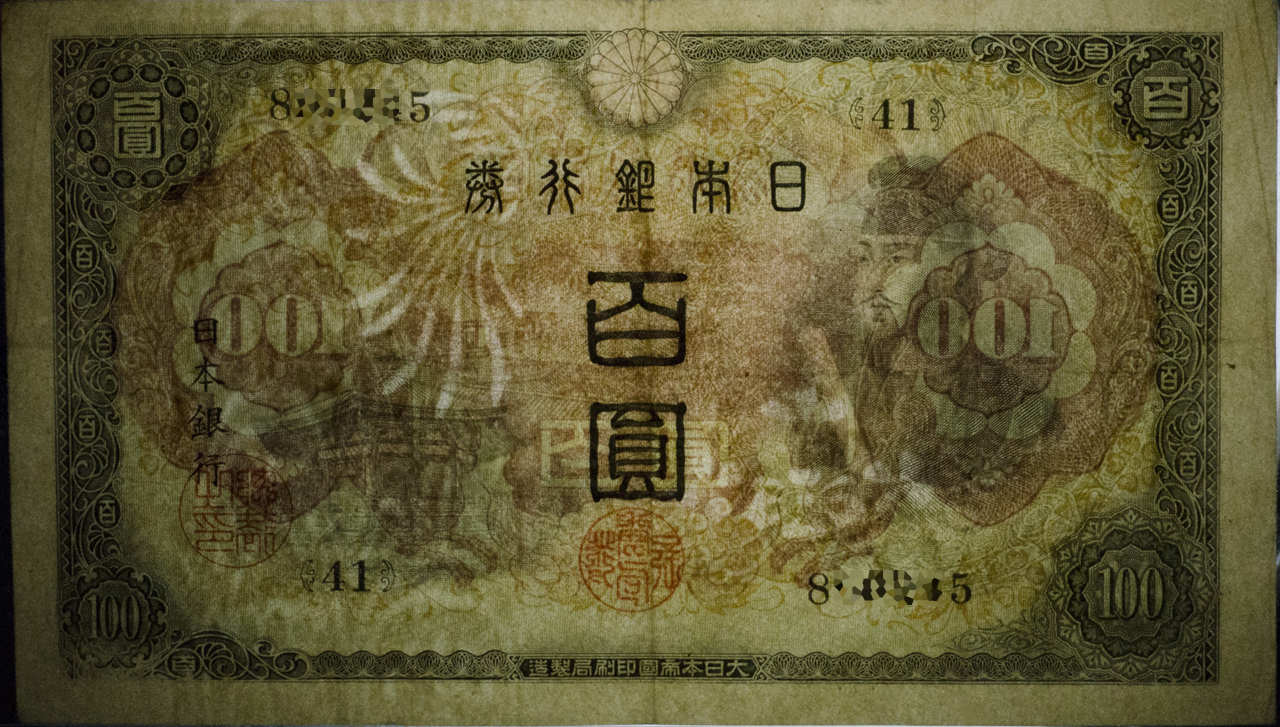
العلامة المائية لورقة 100 ين من الإصدار السادس
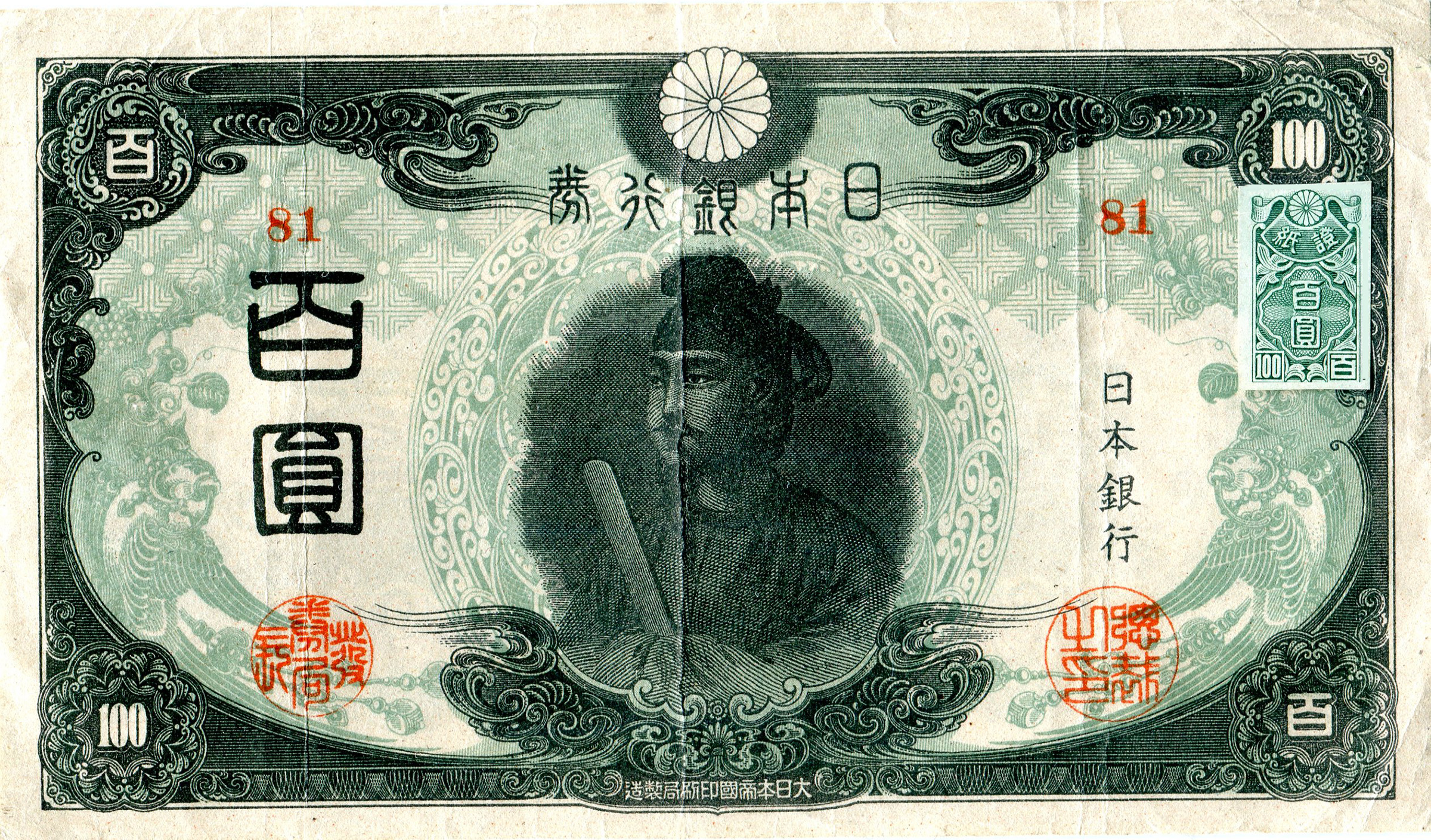
وجه ورقة 100 ين الإصدار السادس
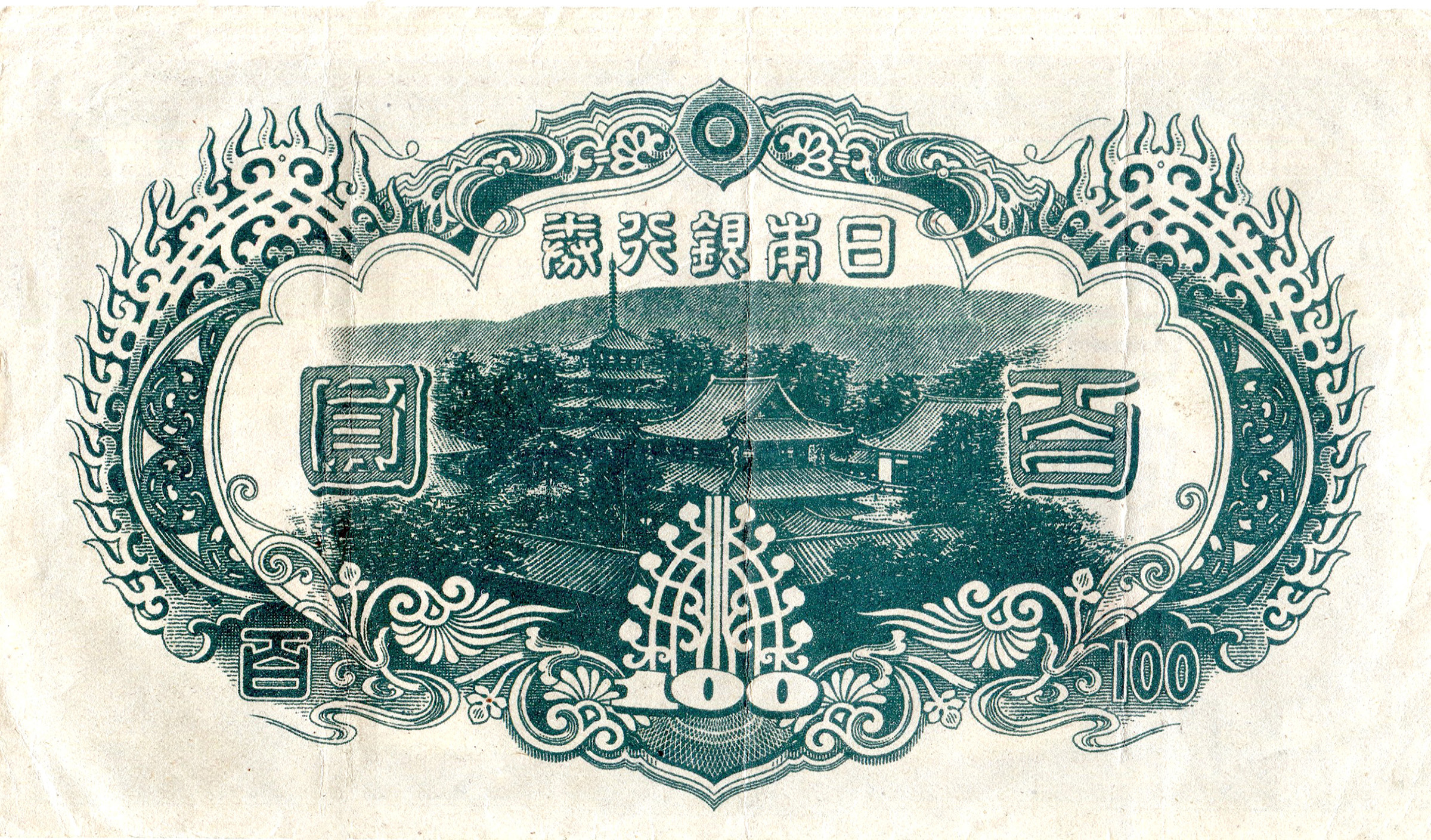
ظهر ورقة 100 ين الإصدار السادس
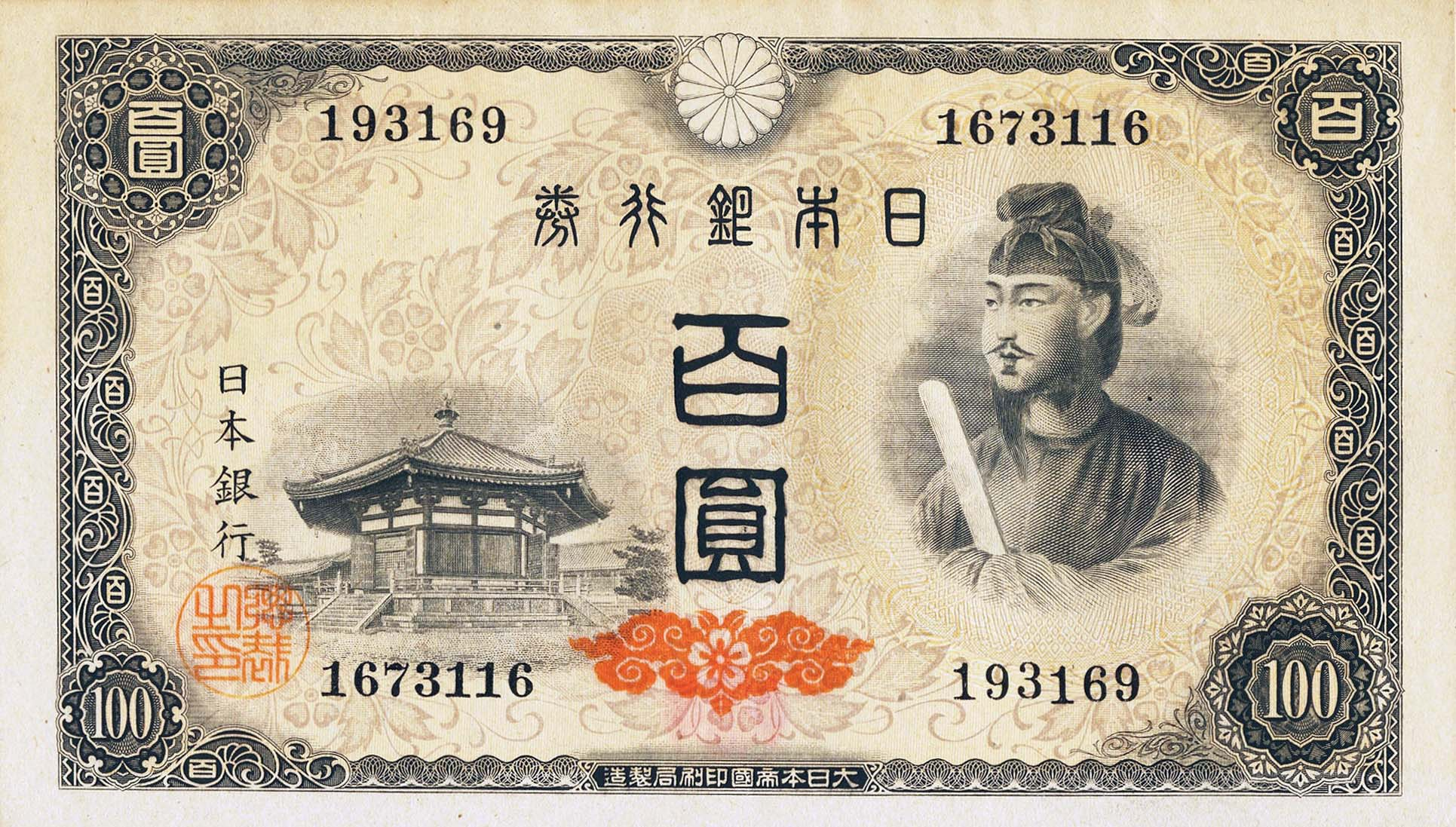
وجه ورقة 100 ين من السلسلة A
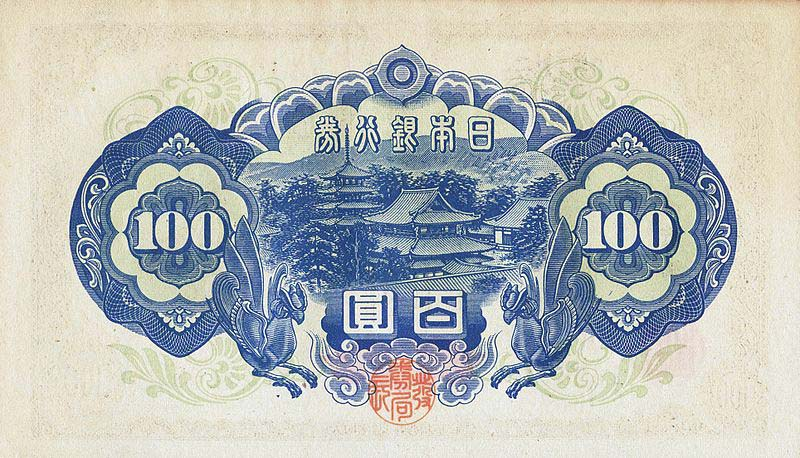
ظهر ورقة 100 ين من السلسلة A
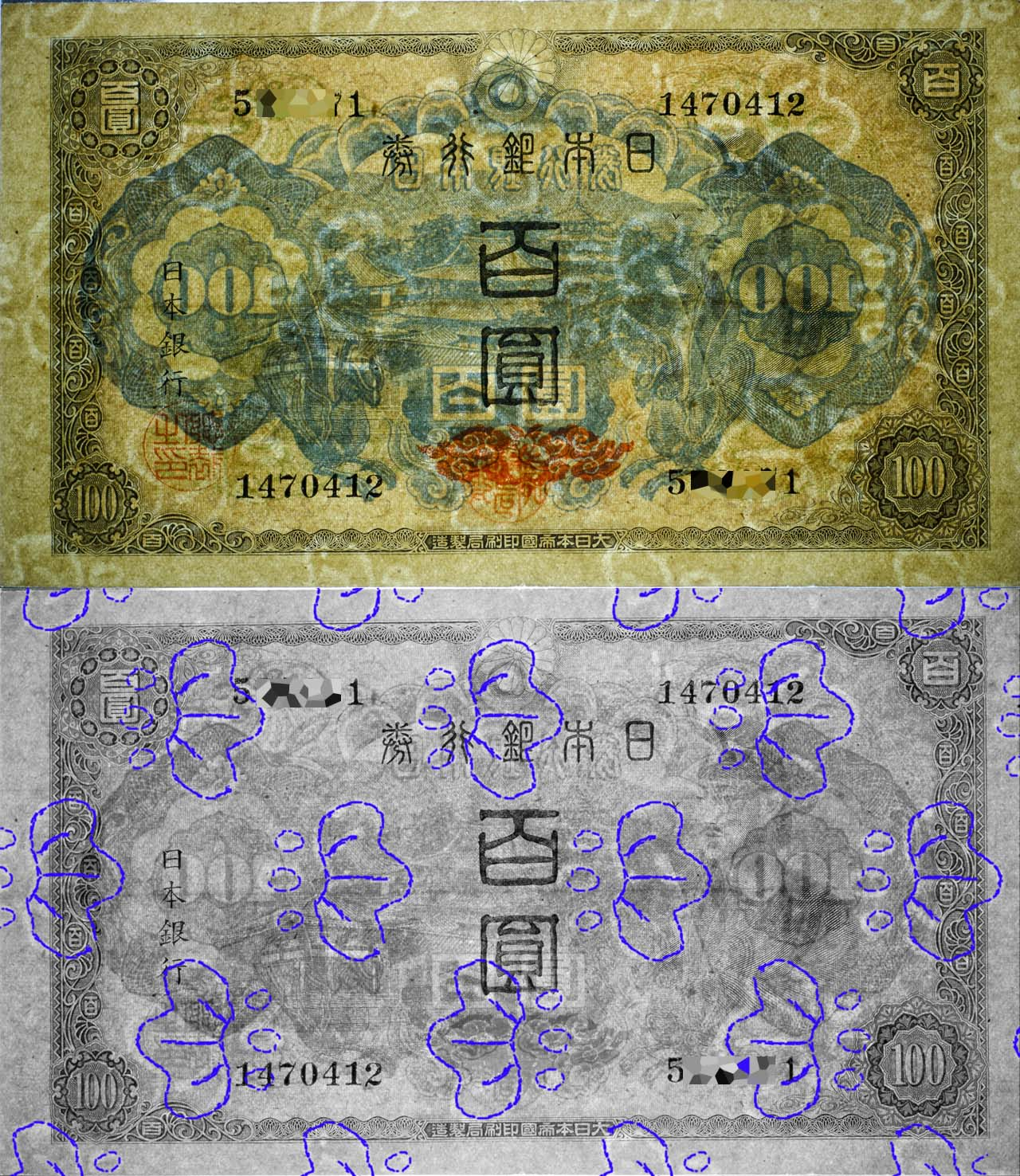
العلامة المائية لورقة 100 ين من السلسلة A
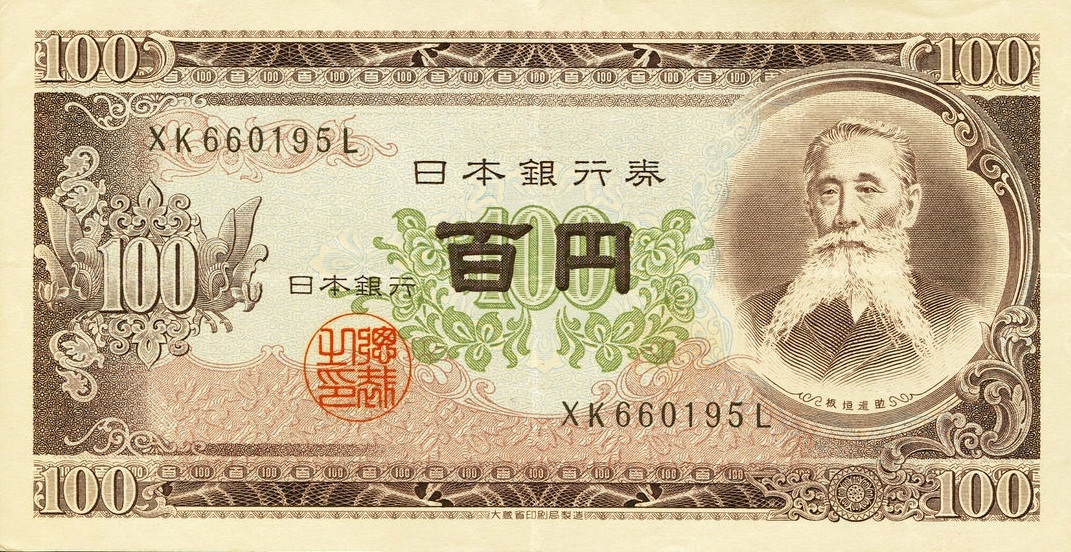
وجه ورقة 100 ين من السلسلة B
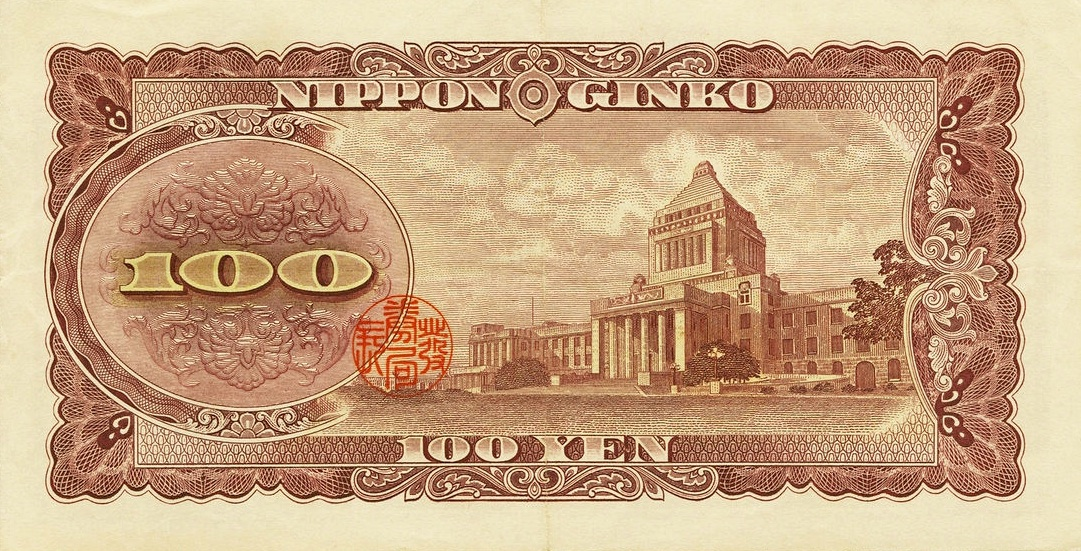
ظهر ورقة 100 ين من السلسلة B
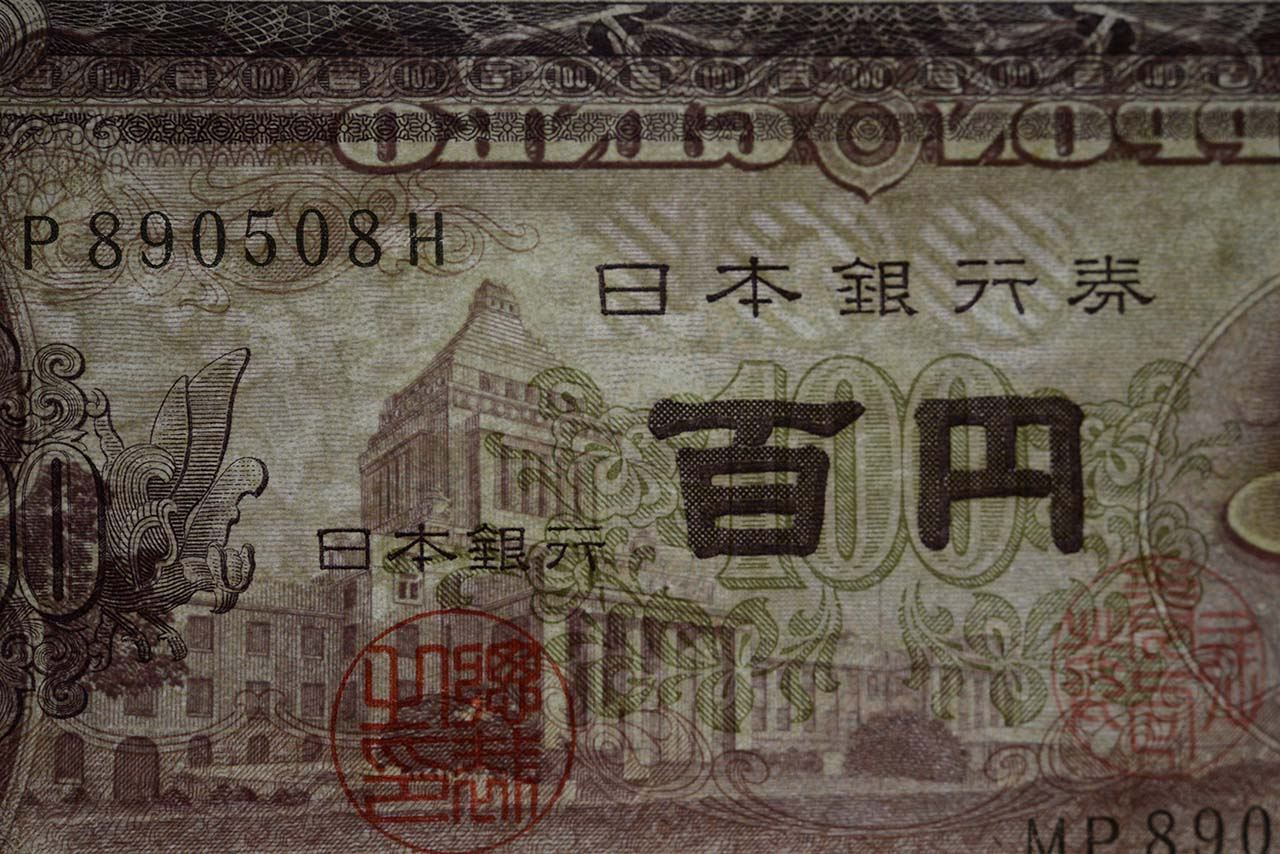
العلامة المائية لورقة 100 ين من السلسلة B

## روابط خارجية
- Bank of Japan - Information about 100 yen notes.